# 古斯普雷里鎮區 (明尼蘇達州克萊縣)
古斯普雷里鎮區（英語：Goose Prairie Township）是位於美國明尼蘇達州克萊縣的一個行政鎮區。

## 地方資料
古斯普雷里鎮區的面積為92.10平方千米，當中陸地面積為90.20平方千米，而水域面積為1.90平方千米。根據2020年美國人口普查的數據，當地共有人口200人，而人口密度為每平方千米2.17人。